# خورخه سمپرون
خورخه سمپرون مائورا (۱۰ دسامبر ۱۹۳۲ - ۷ ژوئن ۲۰۱۱) (به اسپانیایی: Jorge Semprún) نویسنده و سیاست‌مدار اسپانیایی بود، که بیشتر عمر خود را در فرانسه گذراند و بیشتر آثارش نیز به زبان فرانسه است. از سال ۱۹۵۳ تا ۱۹۶۲، دوران حکومت ژنرال فرانکو، سمپرون به صورت مخفیانه برای کمک به حزب کومونیست اسپانیا در اسپانیا به سر می‌برد، ولی در سال ۱۹۶۴ از حزب اخراج شد. بعد از مرگ فرانکو و تبدیل حکومت به دموکراسی،بین سال‌های ۱۹۸۸ تا ۱۹۹۱ به عنوان وزیر فرهنگ اسپانیا انتخاب شد. او همچنین فیلم‌نامه دو فیلم پی در پی کارگردان یونانی کستا گاوراس به نام‌های زی (۱۹۶۹) و اعتراف (۱۹۷۰) که به تعقیب مردم توسط حکومت‌ها می‌پردازد را نوشته است. سمپرون برای فیلم‌هایزی (۱۹۶۹) و جنگ تمام شده است (۱۹۶۶) نامزد دریافت اسکار شد. در سال ۱۹۹۶ او به عنوان اولین نویسندهٔ غیر فرانسوی به عضویت آکادمی گونکورت درآمد. این آکادمی جایزه سالانه ادبی را اهدا می‌کند.